# Henry Cuellar
Enrique Roberto "Henry" Cuellar, född 19 september 1955 i Laredo, Texas, är en amerikansk demokratisk politiker. Han representerar delstaten Texas 28:e distrikt i USA:s representanthus sedan 2005.
Cuellar avlade 1978 kandidatexamen vid Georgetown University och 1981 juristexamen vid University of Texas at Austin. Han avlade sedan 1982 masterexamen vid Texas A&M University och 1998 doktorsexamen vid University of Texas at Austin.
Cuellar besegrade sittande kongressledamoten Ciro Rodriguez i demokraternas primärval inför kongressvalet 2004. Han vann sedan själva kongressvalet och efterträdde Rodriguez i representanthuset i januari 2005.
Hemsidan The Issues2000 klassificerar Cuellar som en "moderat liberal populist."